# Sonnette de table
Ne doit pas être confondu avec Cordon de sonnette ou Sonnette (porte).
Une sonnette de table ou sonnette de comptoir ou sonnette de concierge ou sonnette de réception est un ustensile mis à la disposition des clients afin qu'ils puissent attirer précisément l'attention d'un membre du personnel, serveur ou réceptionniste le plus souvent. 

## Usage courant
Dans les hôtels, par exemple, celle qui est placée sur le comptoir de réception permet à tout client de signaler qu'il a besoin du responsable si celui-ci a du s'absenter un moment.
La sonnette de table est aussi un accessoire nécessaire à certains jeux de société, comme Halli Galli, basés sur les réflexes et la rapidité.

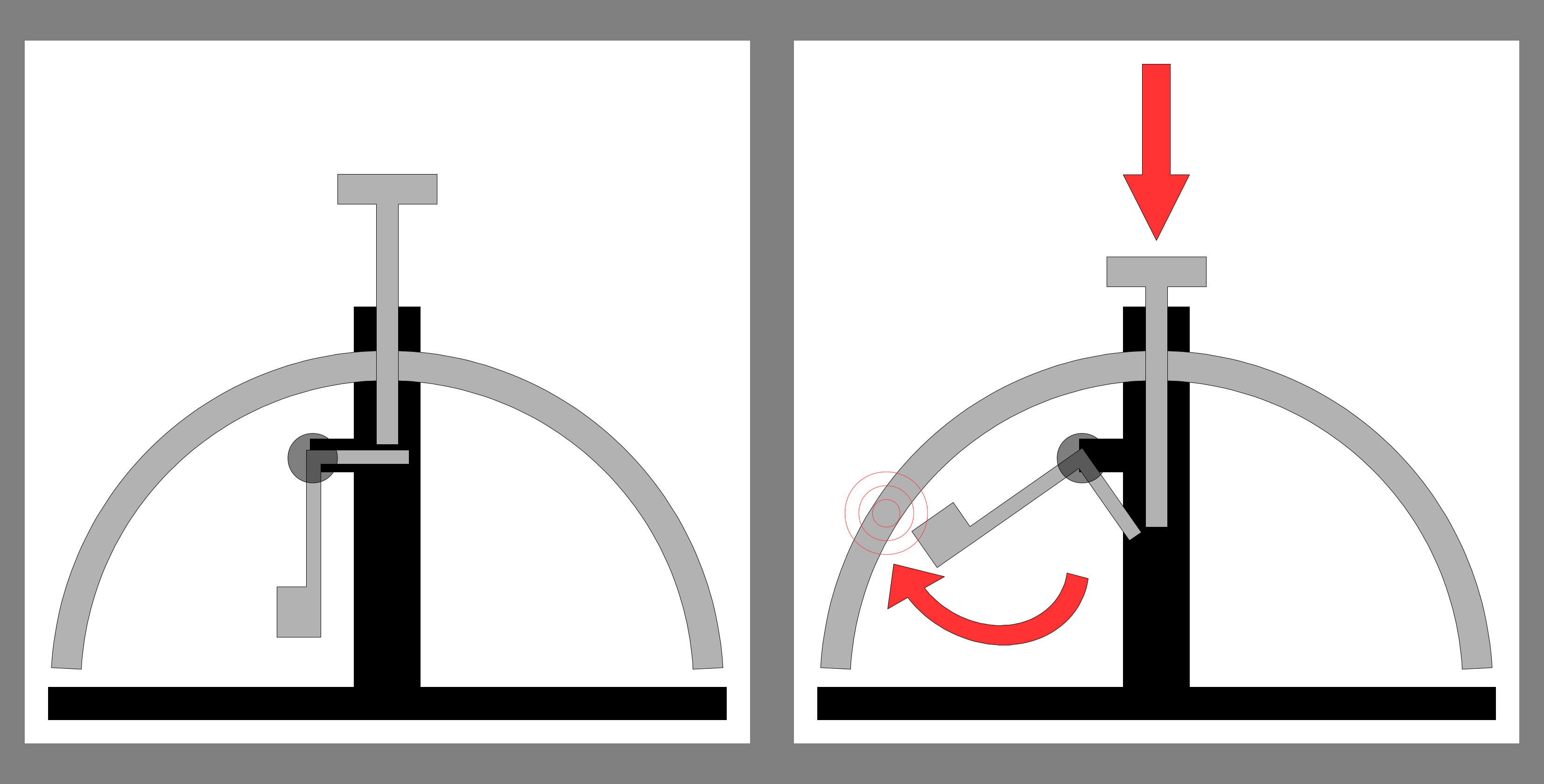
Schéma montrant le principe de fonctionnement d'une sonnette de table mécanique.
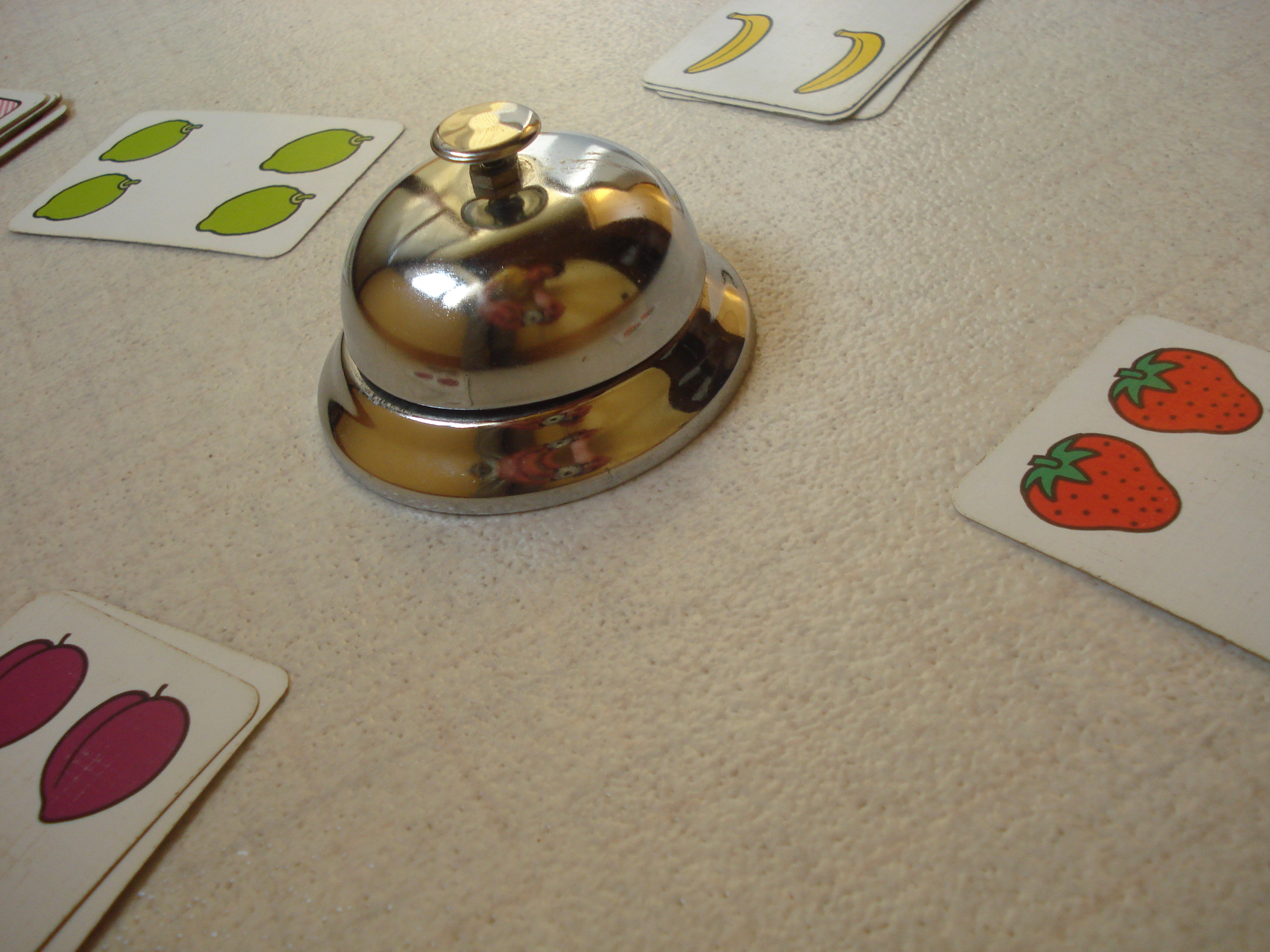
Sonnette du jeu Halli Galli.